# Відьмак Великого Києва
«Відьмак Великого Києва» (рос. Ведьмак из Большого Киева), пізніше «Відьмак із Великої Москви» (рос. Ведьмак из Большой Москвы), — серія оповідань та повістей в жанрі технофентезі за авторством російськомовного письменника українського походження Володимира Васильєва. Є пародією (або навіть фанфіком) на Відьмацьку сагу Анджея Сапковського, що написано за згодою автора першотвору.
У 2003 році літературна серія була відзначена міжнародним фестивалем фантастики «Зоряний міст» нагородою «Золотий кадуцей» (1-е місце) у номінації «Цикли, серіали та романи з продовженням». Також титульне оповідання «Відьмак Великого Києва» отримало у 2000 році обидва призи фестивалю «Уранія»: «Велику Уранію» від читачів та «Малу Уранію» від письменницької спільноти.

## Опис
«Відьмак Великого Києва» — одна з найпопулярніших серій автора.
Кіберпанківський твір є метафорою сучасного збентеження, викликаного крахом промисловості, корумпованістю уряду, відчуженням від влади, зосередженої в руках еліти. Водночас виразною рисою технофентезі є те, що техніка тут легко поєднується з начебто несумісною магією, і ніякого наукового пояснення цьому не дається.
Дія розгортається в інтер'єрах сучасного мегаполісу, зрозумілого сучасному читачеві, у впізнаваному світі.
Головний герой оповідань Васильєва — представник рідкісної професії — відьмак Геральт. Відьмак — це дитина, яка пройшла серію випробувань, включно з хімічним впливом. Він вижив, та став мутантом, отримав нелюдські можливості, необхідні для виживання в сутичках із чудовиськами світу живих машин. Його вороги — механізми, що вийшли з-під контролю людей та почали нападати на своїх колишніх господарів, «машини-перевертні».
Відьмак — мисливець за монстрами, якого всюди переслідує дурна слава головника і канібала, хоча насправді він тільки виконує свою роботу заради грошей. Борця з оскаженілою технікою загал парадоксально й несправедливо вважає чи не більшим чудовиськом: його уникають, ненавидять, прагнуть обдурити.
Відьмаки мають кодекс честі. Філософія відьмака — це жорсткий принцип зграї, що відмежовує від чужинців. Однак Геральт порушує відьмачий закон, знаючи, що це потягне за собою покарання зі сторони підзахисних, що нагородою для нього стануть підлість й обман. Відьмак, котрий фізично «не людина, людяніший більшості оточуючих його живих».

### Світ Великого Києва
Ідея всесвіту народилась із жартівливої фрази «Це сталося в тому районі Великого Києва, який здавна називали Донецьком».
|                  | У середині 90-х мені захотілося написати текст у стилі фентезі, але щоб у ньому типовий фентезі-герой їздив не на коні, а на мотоциклі, щоб замість меча у нього була рушниця; щоб ельфи роз'їжджали на бронетранспортерах і замість чарівних плащів носили камуфляжний одяг. Поступово, деталь до деталі, цеглинка до цеглинки, і вибудувався світ Великого Києва. Оригінальний текст (рос.) В середине 90-х мне захотелось написать текст в стиле фэнтези, но чтоб в нем типичный фэнтези-герой ездил не на коне, а на мотоцикле, чтобы вместо меча у него было ружье; чтобы эльфы разъезжали на бронетранспортерах и вместо волшебных плащей носили камуфляжную одежду. Постепенно, деталь к детали, кирпичик к кирпичику, и выстроился мир Большого Киева. |
| — В. М. Васильєв | |

У всесвіті оповідань планета Земля, заселена не лише представниками виду homo sapiens, зазнала зіткнення з великим небесним тілом.
Світ після катастрофи поділяється на великі міста та незалежні закриті автономні території між ними. Люди, ельфи, орки та інші розумні раси відносно мирно співіснують. Магія та наука сплелися, з'явилися живі машини, а керівну роль у суспільстві зайняли «техніки», котрі володіють знаннями і навичками для поводження з цими машинами.
Одним із мегаполісів під керівництвом техніків є Київ, що розкинувся на всю площу континентальної України, оминувши лише Крим.
З часом корисна одухотворена технологія почала виходити з-під контролю: розумні машини без нагляду перетворилися на кровожерливих потвор, деінде почали самочинно розмножуватися на полишених фабриках. Проблема стала настільки великою, що було створено Арзамас-6 — школу відьмаків. Треновані надлюди відьмаки винищують механічних бестій за плату, половину якої віддають своєму навчальному центрові.

## Книжки й окремі оповідання
Оповідання серії кілька разів по-різному групували у збірки. Оригінальні дві збірки мали назву «Відьмак Великого Києва» та «Відьмацьке слово». Останнє видання серії склали три збірки: «Відьмак із Великого Києва: Батьківщина байдужості», «Відьмак із Великого Києва: Матадор» і «Відьмак із Великої Москви».

### Технік Великого Києва
Роман «Технік Великого Києва» (рос. «Охота на дикие грузовики» або «Техник Большого Киева»; 1997 р.)
У Великому Києві поряд живуть люди, ельфи, орки, одночасно присутня магія та технічний прогрес. Донецько-луганська громада гномів звертається за послугами високооплачуваного і досвідченого мага-техніка Прада, за яким ведеться спостереження. Також Прада за великі гроші наймає для полювання на дикі вантажівки знаменитий вервольф Вольво.

### Відьмак Великого Києва
Твори збірки «Відьмак Великого Києва» (рос. «Ведьмак из Большого Киева», укладена 2003 р.):
- «Відьмак Великого Києва» (рос. «Ведьмак из Большого Киева», оригінально «Грем из Большого Киева»; 1999 р.)[13]
Планета вкрита велетенськими мегаполісами, на вулицях яких мешкають різноманітні раси. Час від часу в нетрях міст з'являються небезпечні механічні чудовиська. Для боротьби з ними існують відьмаки. Один такий відьмак прибуває в Снєженськ-3, де Ріп, бойовий мнеморобот, почав викрадати дітей.
- «Обов'язок, честь і taimas» (рос. «Долг, честь и taimas», 2000 р.)
Ельфи розслідують таємницю однієї радіопередачі, джерело якої знаходиться в покинутому замку. Експедиція, котра мала дослідити територію замку, безслідно зникла. Ельфи винаймають відьмака, аби той розкрив таємницю замку та знайшов безпечний шлях усередину.
- «Питання ціни» (рос. «Вопрос цены», 2001 р.)
На Харківському тракторному заводі завівся монстр-руйнівник.
- «Батьківщина байдужості» (рос. «Родина безразличия», 2002 р.)
Відьмак Геральт разом зі своєю рабинею йде у Арзамас-6.
- «Нянька» (рос. «Нянька», 2003 р.)
Відьмак Геральт отримує наказ пригледіти за орком-підліткою, що бажає стати відьмачкою.

### Відьмацьке слово
Твори збірки «Відьмацьке слово» (рос. «Ведьмачье слово», укладена 2009 р.):
- «Штучний добір» (рос. «Искусственный отбор», 2003 р.)
- «No Past» (укр. «Без минулого», 2006 р.)
Відьмак Геральт, фахівець зі знешкодження небезпечної техніки, отримує завдання проникнути в прекрасно захищений розумний будинок.
- «Матадор» (рос. «Матадор», 2007 р.)
Відьмака Геральта наймають проконсультувати організаторів механічної кориди. В результаті йому доводиться зіткнутися з небаченим досі механізмом.
- «Поїзд поза розкладом» (рос. «Поезд вне расписания», 2009 р.)
Відьмак Геральт отримує завдання з'ясувати, чому зчіпка локомотивів раптово змінила маршрут. Справа ускладнюється тим, що перед цим інший відьмак отримав таке ж завдання, забрався на цей поїзд і пропав.
- «Відьмацьке слово» (рос. «Ведьмачье слово», 2009 р.)
Геральт і Ламберт — відьмаки з закритого міста Арзамас-6 — отримують завдання з'ясувати, хто або що топить баржі і викрадає метанол у заводу.

### Інші оповідання
- «Кольори перемир'я» або «Барви братерства» (рос. «Цвета перемирия» у 2014 р., пол. «Barwy braterstwa» у 2013 р.)
Відьмака Геральта наймають для охорони байкерського фестивалю.
- «Величезна Москва» (рос. «Очень Большая Москва», 2017 р.)
Відьмак Геральт був вимушений поїхати з Києва.
- «Вісник нічного неба» (рос. «Вестник ночного неба», 2022 р.)
Відьмак Геральт шукає зниклих дітей.
- «Тюхтій» (рос. «Рохля», 2022 р.)
Відьмак Геральт розслідує напади невідомих невідомих механізмів.

### Переклади на українську
- Васильєв, Володимир. Технік Великого Києва : Роман / Відповідальна за випуск Н. Кудринецька. — К. : Джерела М, 2005. — 512 с. — (Алфізика). — 2000 екз. — ISBN 966-365-004-4.
- Васильєв, Володимир. Відьмак Великого Києва : Роман у новелах / Відповідальна за випуск Є. Ковалевська. — К. : Зелений Пес. Гамазин, 2006. — 480 с. — (Алфізика). — 1000 екз. — ISBN 966-365-102-4.
  - Відьмак Великого Києва — с. 3-26.
  - Нянька — с. 27-142;
  - Борг, Честь і Taimas (sic!) — с. 143—176;
  - No past — с. 177—240;
  - Питання ціни — с. 241—383;
  - Штучний відбір (sic!) — с. 384—421;
  - Батьківщина байдужості — с. 422—477.[14]

## Відгуки
Польські оглядачі Кароліна та Матеуш «Ривські» вважають «Відьмака Великого Києва» захопливим приємним чтивом, мова якого не відштовхує й не втомлює. На їхню думку, всі оповідання цікаві та мають винятково вдалі закінчення, а також цікавим є світ — постапокаліптична дистопія технологічного шаленства. «Ривські» зазначають, що цикл радше призначений не для фанатів Сапковського, адже тут немає ані продовження пригод Білого Вовка, ані розвитку тем, порушених польським письменником, — натомість це неповторна і дотепна інтерпретація оригінального задуму, загорнута в титан, електромеханічні рушії та автоматичну вогнепальну зброю.
Оглядач Луїза Добжинська, оцінюючи першу збірку на 5/5, також звертає увагу на легкість мови творів, зокрема на одночасну ретельність і небагатослівність описів. На її думку, витриманий стиль Васильєва, позбавлений помпезності та інфантильності, досконало підхоплює тон «Відьмака» Сапковського.
Російський портал «Світи Сапковського» називає цикл відвертим плагіатом, однак разом з тим визнає, що пародія має право на існування та навіть є одним із небагатьох творів за мотивами, що не паразитує на оригіналі. Портал відзначає легкість читання та взагалі майстерність автора, ставлячи циклу оцінку 5/5.